# Uniemyśl (Police)
Uniemyśl (deutsch Wilhelmsdorf) ist ein Dorf in der polnischen Woiwodschaft Westpommern. Das Dorf bildet einen Teil der Gmina Police (Stadt- und Landgemeinde Pölitz) im Powiat Policki (Pölitzer Kreis). Uniemyśl liegt etwa 22 Kilometer nördlich von Stettin (Szczecin) und etwa 10 Kilometer nordwestlich von Police (Pölitz).

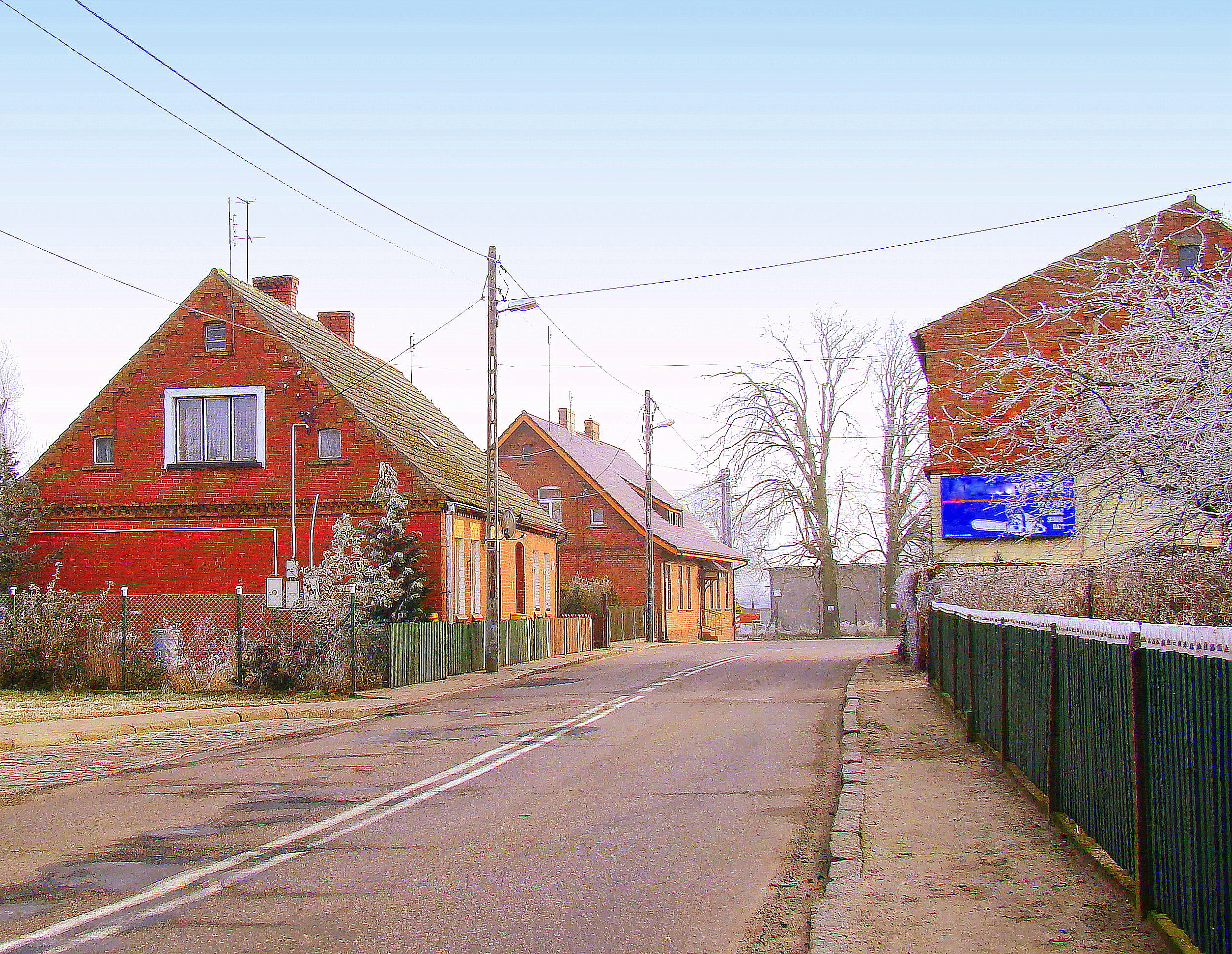
Blick entlang der Dorfstraße in Uniemyśl

## Söhne und Töchter des Ortes
- Herbert Ewe (1921–2006), deutscher Historiker und Archivar, Leiter des Stadtarchivs Stralsund